# Jan Sanders van Hemessen
Jan Sanders van Hemessen (c. 1500 - c. 1566) foi um pintor do Renascimento. Nasceu em Hemiksem, então chamada Hemessen ou Heymissen. Na sequência de estudos na Itália, em 1524, se estabeleceu em Antuérpia. Ao estilo maneirista, as suas imagens focaram as falhas humanas, como a ganância e vaidade. Tal como a sua filha, Catarina van Hemessen, se especializou em retratos pintados.